# 川口村 (福島県)
川口村（かわぐちむら）は福島県大沼郡にあった村。現在の金山町の南東部にあたる。

## 地理
- 山：高久原山、高森山、赤松山、三松山、馬追山、大妻山、三方倉山
- 河川：只見川

## 歴史
- 1889年（明治22年）4月1日 - 町村制の施行により、川口村、小栗山村、西谷村、八町村、玉梨村の区域をもって発足。
- 1955年（昭和30年）3月31日 - 沼沢村・本名村・横田村と合併して金山町が発足。同日川口村廃止。

## 交通

### 鉄道路線
現在は只見線の会津川口駅が所在するが、当時は未開業（合併後の1956年開業）。

### 道路
- 沼田街道（現・国道252号）